# Opération Ouvda

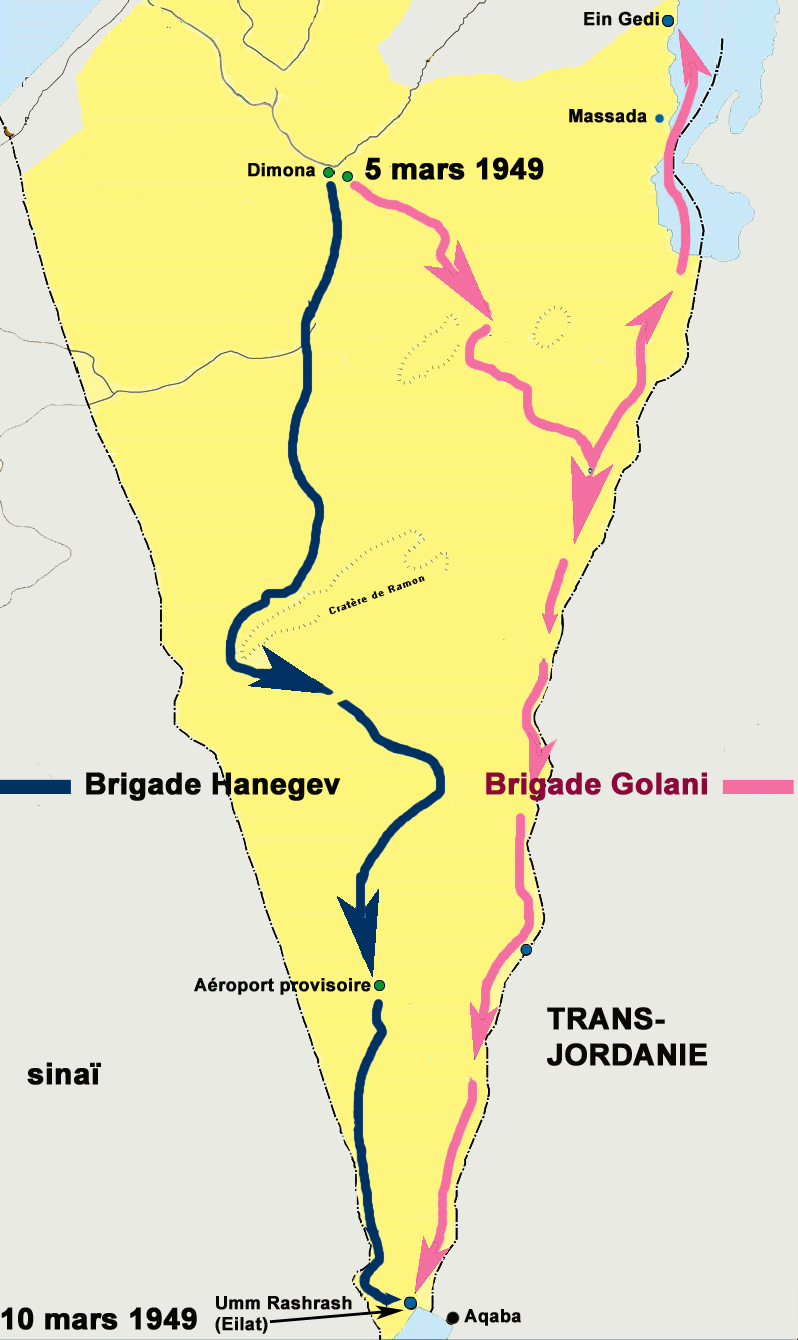
Carte de l'opération Ouvda.

L'opération Ouvda opération Ouvda, ou Uvda ou Ovda (« fait accompli »), est une opération militaire de la guerre israélo-arabe de 1948-1949, par laquelle Israël s'empare du Néguev central, méridional et oriental, du 5 mars 1949 au 10 mars 1949. 
L'opération, menée avec les brigades Alexandroni, Golani et Hanéguev, est la dernière opération de la guerre.

## Contexte
Le Nord-Néguev occidental est passé sous contrôle israélien complet en janvier 1949, après la défaite des troupes égyptiennes. Le désert lui-même (Nord-Ouest, Centre et Sud du Néguev), quasiment sans population, est resté un no man’s land, avec quelques rares troupes transjordaniennes.
La zone est majoritairement attribuée à Israël par le plan de partage de 1947. Mais pendant plusieurs mois, Israël s'est abstenu d'y pénétrer, même après la victoire sur les Égyptiens dans le Nord-Neguev, début janvier 1949. La zone n'est pas prioritaire, et l'engagement de Tsahal dans une région toute en longueur, coincée entre les armées égyptiennes et transjordaniennes, n'est pas sans risque.
Le 24 février 1949, Israël signe un cessez-le-feu avec l'Égypte, qui neutralise l'armée égyptienne. 
Dans leur stratégie pour le Moyen-Orient, les Britanniques préfèrent que le Néguev soit sous le contrôle de leur allié transjordanien. Ils demandent l'appui des États-Unis pour faire pression sur les Israéliens afin que ceux-ci acceptent de céder ce territoire. Toutefois, les États-Unis préfèrent de leur côté voir le Néguev sous contrôle de leur allié israélien. Toute intervention égyptienne étant neutralisée par les accords d'armistice tandis que les Britanniques sont bloqués par l'absence de soutien américain, Ben Gourion décide de prendre le contrôle du territoire en mettant sur pied un plan qui empêchera le plus possible aux Britanniques et à la Légion arabe de prendre prétexte pour déclarer des hostilités mais en étant prêt à en assumer les conséquences.
Après avoir tenté d'obtenir sans succès des Transjordaniens qu'ils se retirent d'eux-mêmes, Israël décide d'occuper la zone, et lance le 5 mars l'opération Ouvda, ou Uvda (« fait accompli »), avec les brigades Golani, Alexandroni et Hanéguev.
Les deux points culminants de Ouvda sont la prise d'Ein Gedi, sur les rives ouest de la mer Morte, le 7 mars 1949, en face de la Transjordanie (Nord-Ouest du Néguev) et la prise du petit village de pêcheurs arabes Um Rashrash le 10 mars, sur la mer Rouge, où sera construit à partir de 1950 le port d' Eilat (extrême-Sud du Néguev).
Du 5 au 10 mars 1949, Tsahal se déploie dans tout le Néguev. L'objectif des Transjordaniens est à l'époque de confirmer leur conquête de la Cisjordanie et ils ne désirent pas  de relancer la guerre contre les Israéliens, lesquels menacent par ailleurs de conquérir toute la Samarie (nord de la Cisjordanie). La Transjordanie préfère donc continuer ses négociations de cessez-le-feu avec Israël (commencées en janvier), et se retire sans combattre du Néguev.

## Détail des opérations

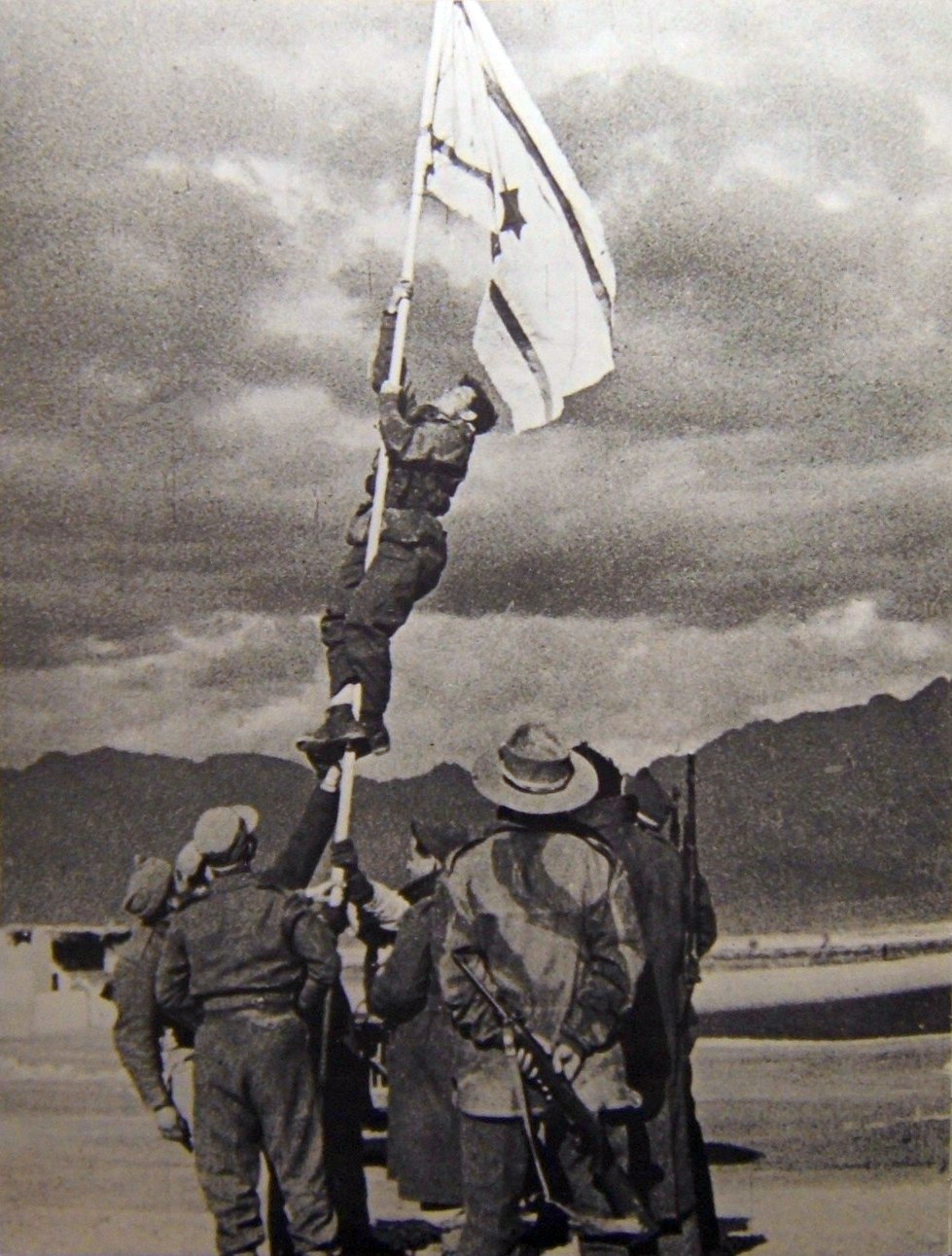
Levée du drapeau d'encre à Umm Rashrash le 10 mars 1949.

Le 5 mars 1949, les forces de la brigade Hanéguev partent de Beersheba vers l'énorme cirque d'érosion karstique connu sous le nom de cratère de Ramon (où se trouve l'actuelle ville de Mitzpe Ramon), en passant par Bir Asluj. La brigade Golani part simultanément de Mamshit vers Ein Hasb.
Le 6 mars, la brigade Hanéguev atteint le site de l'actuel Moshav de Sde Avraham et commence à y dégager le terrain pour y permettre l'atterrissage d'avions de transport. Le 7 mars, les Golani prennent le village d'Ein Harouf.
Dans la nuit du 6 mars, la 7e brigade arrive par avion au nouvel aérodrome de campagne. Elle amène avec elle des fournitures et du carburant, vitaux pour la poursuite de l'opération.
Le 7 mars, la brigade Alexandroni part de Beersheba, traverse Mamshit, et se dirige vers Sodome. De là, elle organise un débarquement amphibie près d' Ein Gedi (proche de la frontière transjordanienne), après avoir traversé la mer Morte. Une autre unité de la brigade Alexandroni entre dans Massada.
Le 8 mars, la brigade Golani s'empare d' Al-Ghamr. Les forces de défense transjordanienne se retirent sans combattre. Simultanément, la brigade Hanéguev se dirige vers Um Rashrash, sur le bord de la mer Rouge. 
Le 9 mars, les forces de la brigade Golani capturent Gharandal et progressent vers Ein Ghidyan (maintenant Yotvata).
Les brigades  Hanéguev et Golani entrent en concurrence pour déterminer qui atteindrait la mer Rouge en premier lieu. Le 10 mars à 15:00, la brigade Hanéguev atteint la station de police abandonnée d'Umm Rashrash (qui deviendra la future Eilat). La brigade Golani arrive deux heures plus tard.
Parce que l'opération Ouvda fut la dernière opération militaire de la guerre, la levée du drapeau israélien sur la station de police de Umm Rashrash le 10 mars à 16h00 est souvent considérée comme marquant symboliquement la fin de la première guerre israélo-arabe. Les frontières d'Israël ne deviennent cependant définitives que le 1er juin 1949, après l'abandon par la Transjordanie de la région dite du « Triangle ».

### Autres articles
- Guerre israélo-arabe de 1948-1949